# Waal (fiume)
Il fiume Waal è la principale diramazione del fiume Reno e scorre dalla zona centrale dei Paesi Bassi per circa 80 km, prima di unirsi, presso Woudrichem, al tratto della Mosa chiamato Afgedamde Maas per formare il Boven Merwede. È un importante fiume che costituisce la principale arteria navigabile tra il porto di Rotterdam e la Germania. Nimega, Tiel, Zaltbommel e Gorinchem sono importanti città che hanno un accesso diretto al fiume. Nel fiume si riversa il 65% della portata totale del Reno.

## Storia
L'idronimo Waal, (in epoca romana, Vacalis, Vahalis o Valis e, successivamente, Vahal) è di origini germaniche e deriva dai numerosi meandri del suo corso (in antico germanico: wôh = curvato). Si pensa, peraltro, che il suo nome possa aver ispirato i primi coloni olandesi della regione della valle dell'Hudson di New York nel dare il nome al Wallkill River (Waalkil = "Waal Creek").
L'attuale corso mostra pochi segni di questi grandi anse, dal momento che il fiume è stato oggetto di numerosi progetti di normalizzazione realizzati nel XVIII, XIX e XX secolo e tendenti ad aumentare il valore economico del suo corso quale importante via di trasporto. Alcune delle anse eliminate sono ancora visibili nei pressi del corso principale e vengono a volte ricollegate in caso di salita del livello delle acque.

### L'ansa del Waal nell'Olanda meridionale

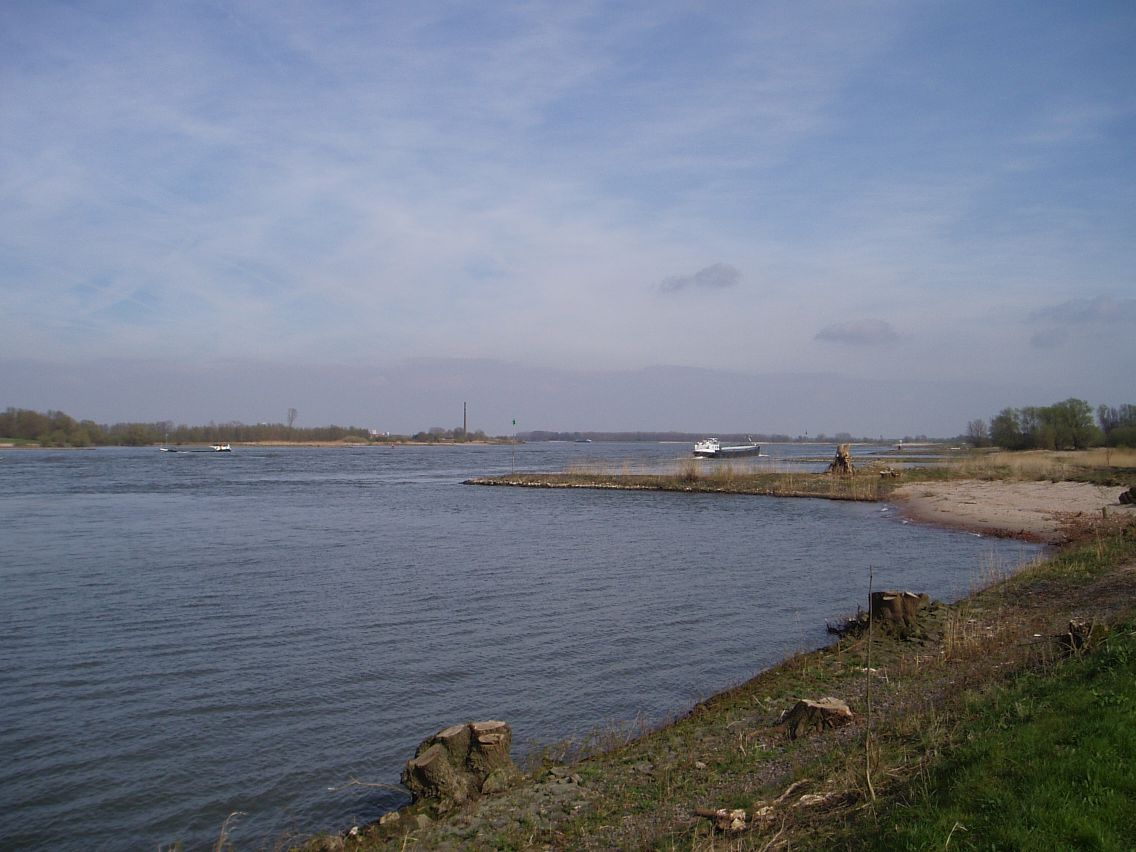
Il fiume Waal presso Château de Loevestein, poco prima della confluenza con l'Afgedamde Maas

Nel Medio evo, il nome "Waal" si estendeva anche al tratto successivo alla confluenza con la Mosa. La parte del delta ora conosciuta come Boven Merwede, il Beneden Merwede e la parte superiore del fiume Noord era anch'esse chiamate Waal. Presso Hendrik-Ido-Ambacht, il corso principale continuava ad Ovest fino a sfociare nel fiume Oude Maas presso Heerjansdam. Quest'ultimo tratto dopo Hendrik-Ido-Ambacht, che separa le isole fluviali di IJsselmonde e Zwijndrechtse Waard, è tutt'oggi chiamato Waal. È stato irregimentato con argini da entrambi i lati.

## Attraversamenti fluviali

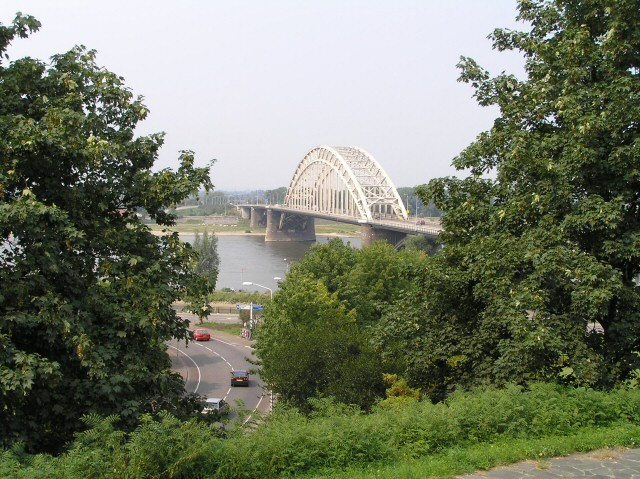
Il ponte sul Waal, presso Nimega

### Ponti ferroviari
Ponti ferroviari (con indicazione delle stazioni più vicine sul lato sinistro e destro):
- tra Nijmegen e Nijmegen Lent
- tra Zaltbommel e Geldermalsen

## Qualità delle acque
Il fiume Waal ha una qualità dell'acqua particolarmente scadente per gli scarichi fognari provenienti da Francia, Germania e Belgio. Archiviato il 27 settembre 2011 in Internet Archive. Il monitoraggio delle acque ha evidenziato il proliferare di un certo numero di microorganismi patogeni.